# Osteosinteză

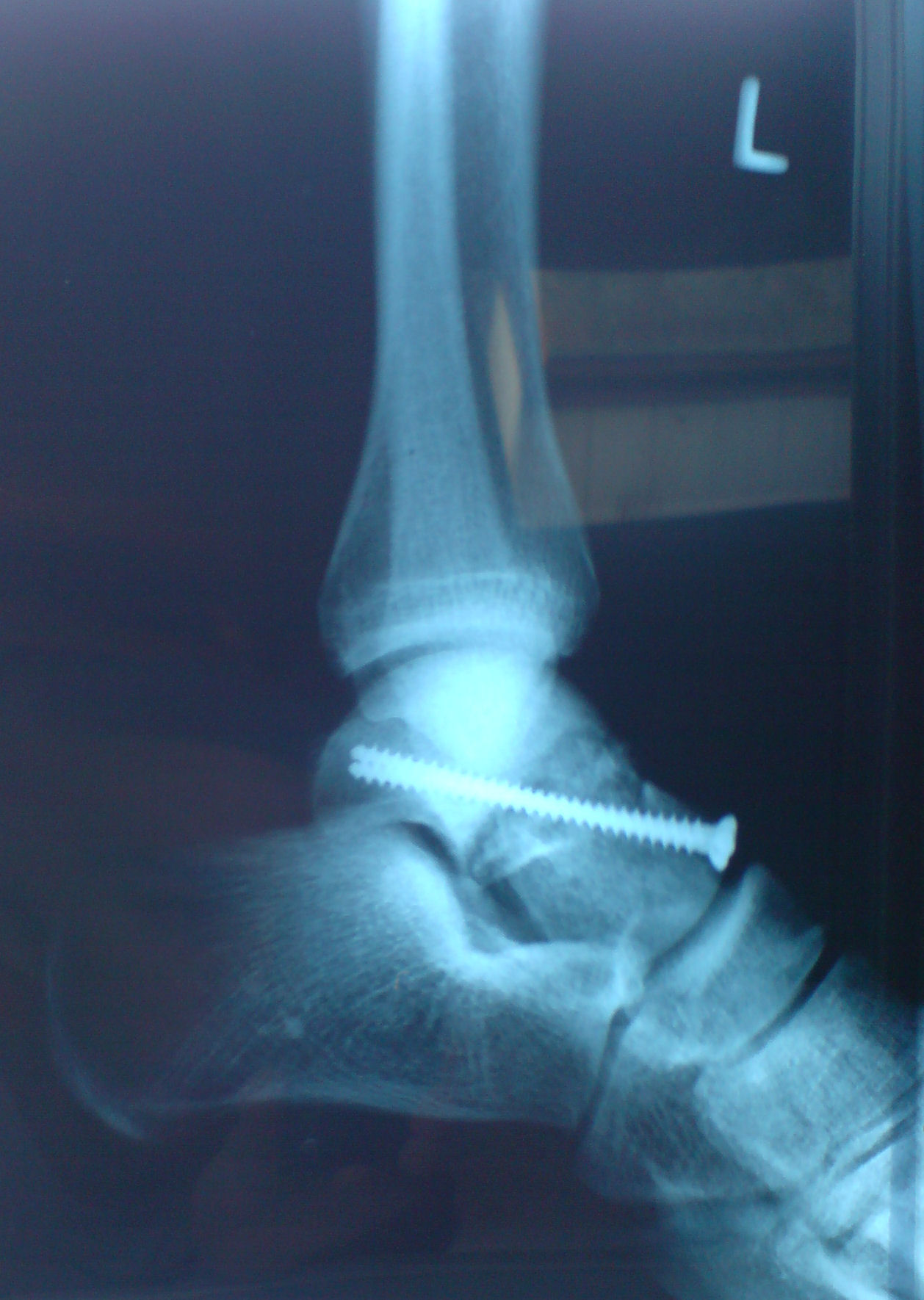
Fractură cominutivă a colului talusului tratată prin osteosinteză internă (fixarea fragmentelor fracturii cu șurub)

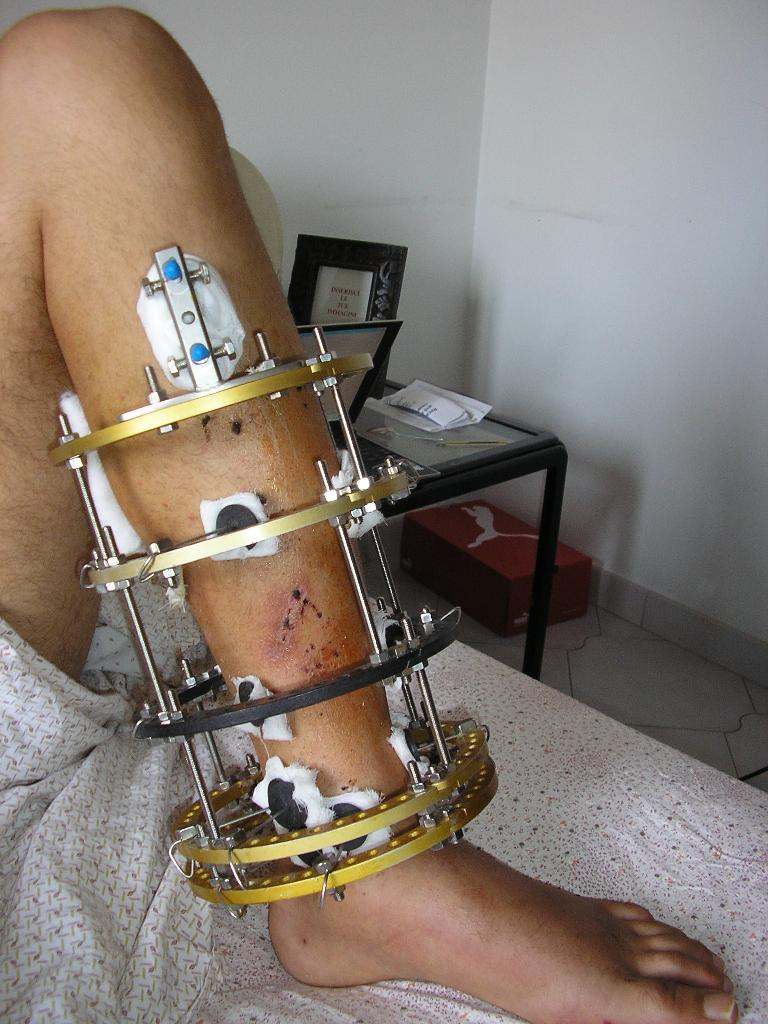
Fractura tibiei şi fibulei tratată prin osteosinteză externă cu aparatul Ilizarov

Osteosinteza (din greaca osteon = os; synthesis = reunire, alipire) este o metodă chirurgicală de fixare a fragmentelor unui os fracturat cu ajutorul unui material inert (de obicei metalic: șuruburi, butoane, sârme sau plăci metalice) sau cu material resorbabil (în special pentru fixare fragmentelor articulare mici). Aceste materiale inerte sunt de obicei îndepărtate după producerea consolidării osoase (osteosinteză temporară).
Există două metode de osteosinteză: internă și externă.
- Osteosinteză internă este o fixare internă a fragmentelor unui os fracturat  cu ajutorul unor fixatoare din material inert, de obicei metalice. Fixatoarele (implantele metalice) sunt amplasate sub tegumente, cu suturarea completă a plăgii. Osteosinteză internă poate fi centromedulară, extracorticală sau corticală.

- Osteosinteza centromedulară (sau intramedulară) se face cu diverse tije plasate în canalul medular al segmentului fracturat.
- Osteosinteza extracorticală se efectuează cu ajutorul unor plăci situate pe stratul cortical al fragmentelor osoase și se fixează cu șuruburi.
- Osteosinteza corticală constă în fixarea cu șuruburi care trec prin ambele corticale ale fragmentelor osoase.

- Osteosinteză externă (osteosinteza cu fixator extern) este o fixare externă a fragmentelor unui os fracturat  cu ajutorul unui fixator extern plasat în afara tegumentului, care stabilizează fragmentele osoase prin intermediul unor fișe sau a unor broșe care străbat pielea pentru a se fixa în os și care sunt conectate la exterior, la una sau mai multe bare sau cercuri. Ca fixatoare externe se folosesc broșele metalice care au formă de cerc (aparatul Ilizarov), semiinel,  partulater sau fișele (tije filetate) simple sau cu clemă de fixare.